# Walter Grothe
Walter Grothe (* 10. März 1895 in Oldenburg; † unbekannt) war ein deutscher Philologe und Bibliothekar. Er leitete die Zentralbibliothek der Hohen Schule der NSDAP. Er war in leitender Position am Kulturgüterraub des Einsatzstabs Reichsleiter Rosenberg beteiligt.

## Leben und Wirken
Nach dem Schulbesuch studierte er Philologie, Kunstgeschichte und Philosophie und promovierte 1922 an der Universität Frankfurt am Main zum Dr. phil. Er spezialisierte sich auf Bibliothekswissenschaft, Schrifttumspolitik, Deutsche Geistesgeschichte und Dichtung. Nach der Promotion war er bis 1925 Mitarbeiter der Rothschild'schen Bibliothek in Frankfurt am Main und im Anschluss bis 1939 Leiter der Landesbibliothek in Kassel, wo er zum Bibliotheksrat ernannt worden war und u. a. den „Hessischen Bücherwart“ herausgab. Ab 1939 war er Leiter der Bibliothek bei der Reichsleitung der NSDAP und am „Bibliotheksraub“ der Nationalsozialisten u. a. in Paris, Brüssel und Amsterdam persönlich beteiligt. Er war führender Mitarbeiter im Einsatzstab Reichsleiter Rosenberg, der größten Rauborganisation für Kulturgüter. Zum 1. November 1931 war er in die NSDAP eingetreten (Mitgliedsnummer 720.528). Für die Auffindung der versteckten Sammlung von Edouard de Rothschild erhielt er das Kriegsverdienstkreuz 2. Klasse.
Nach dem Ende des Zweiten Weltkrieges lebte er in Kärnten, wo während des Krieges ab 1942 im Schloss Tanzenberg für die von ihm geleitete Zentralbibliothek ein Depot eingerichtet worden war. Im Spruchkammerverfahren wurde Grothe zu einer Geldstrafe von 100 Mark verurteilt. Von 1945 bis 1948 leitete er in Kärnten die Bücherrestitution. Bis Ende der 1950er Jahre versuchte er nicht an Opfer zurückerstattete Teile der Bibliothek in Tanzenberg für Deutschland zu sichern. 1961 setzte er sich nach Agra im Tessin ab.

## Werke (Auswahl)
- Volksausgabe des Hildebrandliedes. Niemeyer, Halle (Saale) 1938.
- Wiegendrucke in der Zeitenwende. Versuch der geistes- und bildungsgeschichtlichen Einordnung von Inkunabeln einer Interim-Sammlung. Kleinmayr, Klagenfurt 1950.